# Axinit
Axinit är ett brunt till brun-violett eller rödbrunt mineral med den kemiska sammansättningen (Ca,Fe,Mn)3Al2BO3Si4O12OH eller Ca2(Fe,Mn)Al2BSi4O15(OH) (kalcium-aluminium-bor-silikat). Axinit är pyro- och piezoelektriskt.
Axinitgruppen omfattar:
- Axinit-(Fe) eller ferroaxinit, Ca2Fe2+Al2BOSi4O15(OH) järnrik, kryddnejlikabrun, brun, plommonblå, pärlgrå[3]
- Axinit-(Mg) eller magnesioaxinit, Ca2MgAl2BOSi4O15(OH) magnesiumrik, ljusblå till ljusviolett; ljusbrun till ljusrosa[4]
- Axinit-(Mn) eller manganaxinit, Ca2Mn2+Al2BOSi4O15(OH) manganrik, honungsgul, kryddnejlikabrun, brun till blå[5]
- Tinzenit (CaFe2+Mn2+)3Al2BOSi4O15(OH) järn – mangan intermediate, gul, brungul-grön[6]

## Egenskaper
Axinit hör till det triklina kristallsystemet; spaltningen är god; brottet konkoit (snäckformat); hårdhet 6,5–7; densitet 3,26–3,41. Strecket är vitt; glansen glasig. Brytningsindex 1,68–1,723.

## Förekomst
Förekomster av axinit, som är en halvädelsten, finns i Dauphiné, Cornwall, Sachsen, Harz, Sverige och vid Kongsberg i Norge samt på olika ställen i Amerika.

## Användning
Axinit används ibland som en ädelsten.

## Bildgalleri

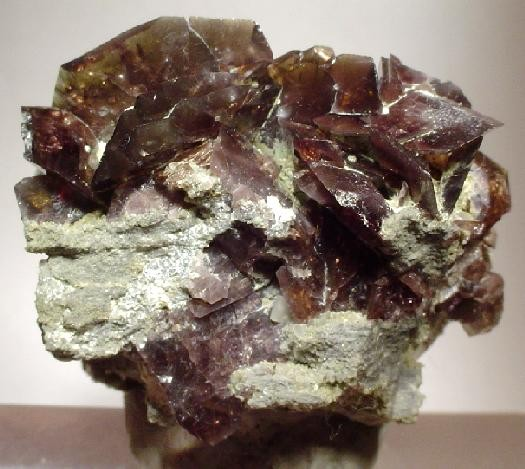
Kryddnejlikabruna axinitkristaller till 2,3 cm placerade ovanpå matrisen från West Bor-gropen i Dalnegorsk, Ryssland
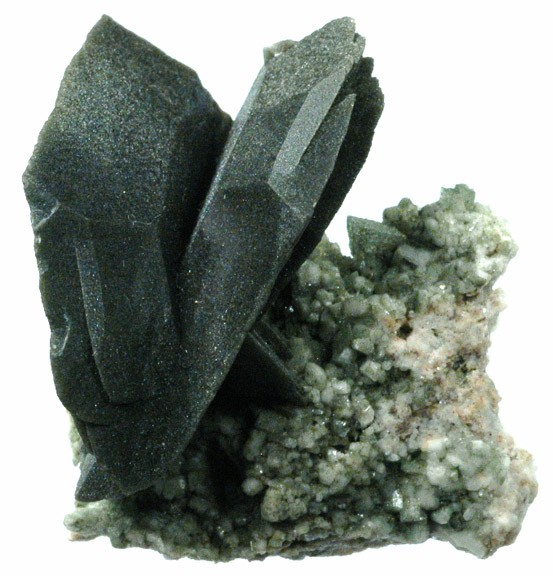
Kloritiserade bladade kristaller av axinit som bildas på adularia från de schweiziska alperna
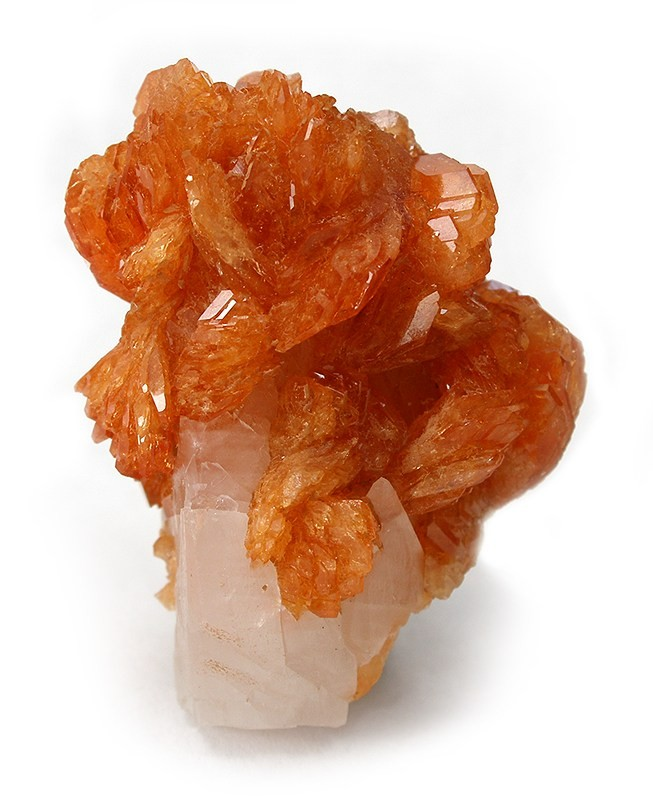
Tinzenit på kalcit, 4,5 × 3,5 × 3 cm. Wessels gruva, Kalahari manganfält, Norra Kapprovinsen, Sydafrika
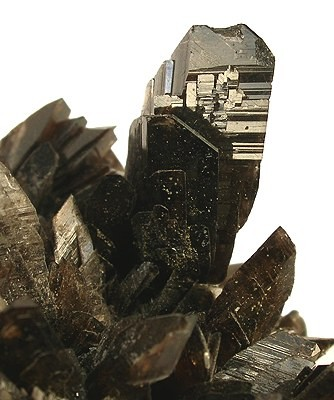
Manganaxinit (Axinit-(Mn)), med skarpa böjda kristaller till 4 cm. West Bor Pit vid Dalnegorsk, Ryssland